# Roque González de Santa Cruz
Pour les articles homonymes, voir González et Santa Cruz.
Saint Roque González de Santa Cruz, né en 1576 à Asuncion (Paraguay) et mort (assassiné) le 15 novembre 1628 à Caaró (Brésil) est un prêtre jésuite hispano-paraguayen, missionnaire dans les Réductions guaranis. Mort pour la foi en 1628 il est canonisé en 1988. Liturgiquement il est commémoré (avec ses deux compagnons Juan del Castillo et Alphonse Rodríguez-Olmedo) le 15 novembre.

## Biographie

### Jeunesse et formation
Issu d’une des familles fondatrices de la ville d’Asuncion, au Paraguay, Roch fait ses premières études dans une école fondée par le premier évêque d’Asuncion, le dominicain Pedro de la Torre. 
Plus tard, avec un groupe d’une douzaine de jeunes, il suit un programme de formation ecclésiastique sous la direction personnelle de l’évêque Alonso Guerra (es) OP secondé par Juan Saloni, un des premiers Jésuites arrivés dans la région (1587). Gonzalez est ordonné prêtre en décembre 1598, à Asuncion, par l'évêque de Tucuman, Hernando de Trejo, le siège de Asuncion étant alors vacant. 
Connaissant la langue guarani depuis son enfance Gonzalez est envoyé comme pasteur à San Andres de Mbaracayú. En 1609, il est archiprêtre à la cathédrale d’Asuncion, mais étant pressenti pour le poste de vicaire général du diocèse il refuse. Il choisit d’entrer dans la Compagnie de Jésus (9 mai 1609).

### Fondateur de plusieurs Réductions
Les supérieurs ne considèrent pas nécessaire de l’envoyer au noviciat de Cordoba. Bien que canoniquement encore ‘novice’ il est désigné pour explorer le territoire des Guaycurús, peuple réputé sauvage, se trouvant de l’autre côté du fleuve Paraguay. De là il passe dans les réductions de Parana.
Avec Marcial de Lorenzana il organise en 1611 le village de San Ignacio Guazú, qui deviendra une des plus importantes Réductions. Il en est le vrai fondateur. Il écrit : « Pour éviter ce qui est habituellement occasion de péché nous l’avons construit de manière que chacun ait sa propre maison avec une enceinte bien définie. Une maison et église furent construites pour notre usage. Organiser tout cela nous demanda pas mal de travail, mais nous travaillions avec encore plus d’enthousiasme pour édifier le temple de Notre-Seigneur qui n’est pas fait de briques et ciment : je veux dire les temples spirituels que sont les âmes de ces Indiens ».
Gonzalez initie une nouvelle méthode d’adaptation religieuse et pastorale aux coutumes guaranis, accordant une grande place à la musique, aux chants, danses, processions, et fêtes. Il introduit l’enseignement de la langue guarani dans les écoles et pose les bases de l'organisation politique et économique des réductions : il introduit l’agriculture, l’artisanat et explique le commerce. 

### Libération des Guaranis
Il lutte pour une double libération des Guaranis : contre les sorciers et contre les encomenderos espagnols. Une des rares lettres que l’on possède de lui (19 décembre 1614) est adressée à son frère Herman, lieutenant-général à Asuncion. Il écrit : « Le jour n’est pas loin qui verra l’injustice punie. En ce jour, votre Honneur comprendra que les encomeneros (aveuglés par leur cupidité) ne lui ont pas dit la vérité. C’est eux qui ont une dette énorme vis-à-vis des Indiens. Cet aveuglement total est la raison pour laquelle ceux qui les connaissent hésitent à entendre leur confession. En ce qui me concerne je ne donnerai à aucun d’eux l’absolution, car ils ont fait le mal et ne le reconnaissent pas ; ils souhaitent encore moins le réparer et restituer ce qu’ils ont pris. Ils s’en rendront compte le jour du Jugement ».
Fin 1614 il fonde la Réduction de Santa Ana (qui est confiée aux franciscains en 1616) et celles de Itapuá (aujourd’hui la ville de Posadas, en Argentine) et de Yaguaporá, en 1615 et 1618. Envoyé dans la région du fleuve Uruguay, il y fonde entre 1619 et 1626, d’autres Réductions : Conception, San Nicolás, San Francisco Javier et Yapeyú. 
En février 1627, il succède à Antonio Ruiz de Montoya comme supérieur jésuite des missions d’Uruguay. Son sens pastoral aidé de la connaissance de la langue et du respect des coutumes locales lui donne une audience remarquable auprès des peuples de la forêt. Son courage et dévouement exempt de crainte lors de dangereuses épidémies sont également un éloquent témoignage. Partout il a un succès considérable : nombreux sont ceux qui demandent le baptême. Il est également écouté des autorités civiles coloniales. D’autre réductions sont fondées sur la rive orientale de l’Uruguay : avec Pedro Romero il fonde la Réduction de la Candelaria (‘Chandeleur’). 

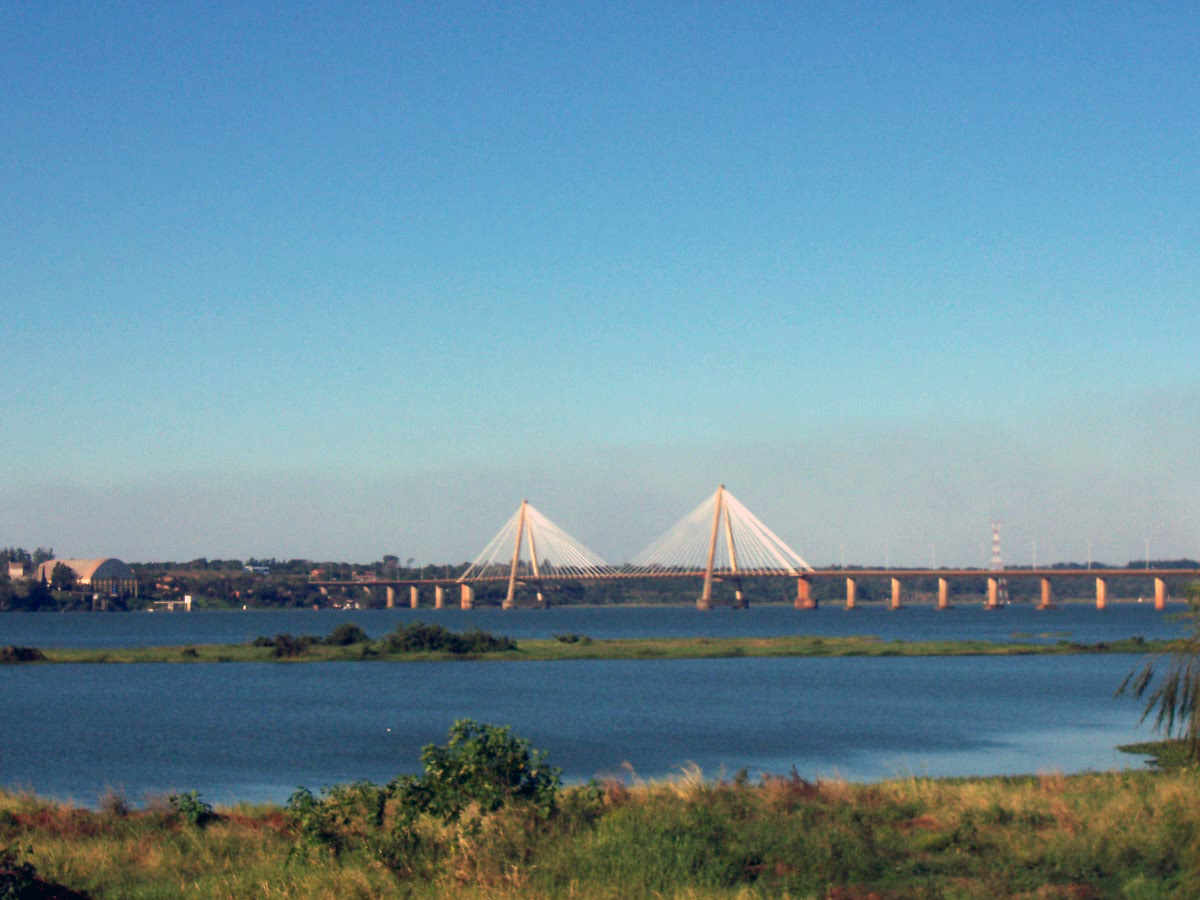
Le pont Saint-Roque-Gonzalez qui relie Posadas (Argentine) à Encarnación(Paraguay)

En 1628, il fonde les réductions de Ijuí et de Caaró (aujourd’hui au Brésil) avec Alphonse Rodríguez et Juan del Castillo, deux jeunes jésuites qui lui sont envoyés comme assistants. Cependant, le prestige et l’influence des missionnaires rendent jaloux le sorcier Ñezú, cacique d'Ijuí, qui complote la mort des six prêtres travaillant dans la région. Gonzalez et Rodriguez sont assassinés (le crâne fracassé) dans la réduction de Caaró le 15 novembre 1628, alors qu’ils sont occupés à installer une cloche à leur petite chapelle. Deux jours plus tard, Juan del Castillo subit le même sort à Ijuí. 

## Vénération
Le cœur de Roque Gonzalez et l’arme avec laquelle son crâne fut fracassé sont préservés dans la chapelle des martyrs, à Asuncion. Les trois Roques Gonzalez, Juan del Castillo et Alonso Rodriguez sont béatifiés par Pie XII le 28 janvier 1934. Jean-Paul II les canonise le 16 mai 1988, au cours d’une messe solennelle célébrée à Asuncion, lors de sa visite pastorale au Paraguay.
Ce créole et premier saint paraguayen est le saint patron des villes jumelles de Posadas en Argentine et de Encarnación, au Paraguay qui se font face l'une à l'autre, des deux côtés du Rio Paraná.

## Reconnaissance publique
- En 1995 le Paraguay a émis un billet de banque à l'effigie de saint Roque Gonzalez de Santa Cruz, considéré comme héros national.
- Le pont enjambant le fleuve Parana et reliant les deux villes de Posadas (en Argentine), et Encarnación (au Paraguay), toutes deux fondée par Roque Gonzalez, a été baptisé pont San Roque Gonzalez de Santa Cruz.